# Царегородцев, Александр Дмитриевич
Алекса́ндр Дми́триевич Царегоро́дцев (род. 26 августа 1946, дер. Клесты, Кировская область) — советский и российский врач-педиатр и государственный деятель. Доктор медицинских наук, профессор. Заслуженный врач Российской Федерации (1995 — за ликвидацию эпидемии холеры в Дагестане в 1994 году).
Министр здравоохранения Татарской АССР (1986—1989). Заместитель министра здравоохранения СССР (1989—1992). Заместитель министра (1994—1995), первый заместитель министра (1995) и министр здравоохранения и медицинской промышленности РФ (1995—1996); заместителя министра здравоохранения РФ (1996—1997).
Директор Московского научно-исследовательского института педиатрии и детской хирургии Министерства здравоохранения РФ (1997—2014).

## Биография
Родился в деревне Клесты (ныне — Санчурский район, Кировская область).
Отец — Царегородцев Дмитрий Филиппович, мать — Царегородцева Анфиса Михайловна.
В 1964—1970 учился на врача-педиатра в Казанском медицинском институте имени С. В. Курашова и там же в 1972 году окончил ординатуру, а в 1975 году аспирантуру, защитив диссертацию на соискание учёной степени кандидата медицинских наук по теме «Клинико-морфологическая и гистохимическая характеристика ангин при острых респираторно-вирусных заболеваниях у детей» (специальность 14.00.09 — педиатрия). В 1986 году там же защитил диссертацию на соискание учёной степени доктора медицинских наук по теме «Патогенетическая характеристика важнейших клинических форм аденовирусной инфекции и оптимизация её лечения у детей раннего возраста» (специальность 14.00.09 — педиатрия).
Работал на кафедре детских инфекций Казанского медицинского института в 1975—1980 годах ассистентом кафедры и 1980—1986 годах заведующий кафедры.
В 1986 году стал министром здравоохранения Татарской АССР.
В 1989—1992 годах — заместитель министра здравоохранения СССР.
В 1992—1993 годах заведующий кафедрой педиатрии Института повышения квалификации Минздрава Российской Федерации.
В 1993 году вернулся в Министерство здравоохранения России, где последовательно занимал должности начальника Управления медицинской помощи населению (1993—1994), заместителя (1994—1995), первого заместителя министра (1995), министра здравоохранения РФ (1995—1996), заместителя министра здравоохранения РФ (1996—1997). 29 ноября 1995 г утвердил приказ Министерства здравоохранения и медицинской промышленности РФ № 335 «Об использовании метода гомеопатии в практическом здравоохранении». 19 июня 1996 года утвердил приказ Министерства здравоохранения и медицинской промышленности РФ № 254 «Об отмене Методических рекомендаций „Программа детоксикации“», запретивший использование в системе здравоохранения программы детоксикации и другие методы саентологии и дианетики, придуманные американским писателем-фантастом Лафайетом Рональдом Хаббардом (применяются саентологической организацией «Нарконон»). С 1997 по 2014 год — директор Московского Научно-исследовательского института педиатрии и детской хирургии Министерства здравоохранения РФ. За этот период на базе Института было организовано 10 Всероссийских научно-практических центров, активно работали главные внештатные специалисты Министерства здравоохранения РФ по ряду отраслей педиатрии.
В 2014 году и 6 февраля 2012 года был официально зарегистрирован как доверенное лицо кандидата в Президенты РФ и действующего председателя правительства Владимира Путина.
Главный редактор научного журнала «Российский вестник перинатологии и педиатрии».
Награждён орденом Почёта.
Хобби — рыбалка, плавание, классическая музыка, русские народные песни, историческая литература.
Женат. Супруга — Царегородцева Лариса Владимировна, есть сын Дмитрий.

## Научная деятельность
Научные интересы в области педиатрии, инфекционных болезней, организации охраны здоровья в Российской Федерации.

## Монографии
- Курс лекций по инфекционным болезням (1996)
- «Дифтерия» (1996)
- «Инфекционные болезни» (1998)
- «Особенности лечения холеры у детей» (1996)
- «Информатизация процессов охраны здоровья населения» (1995).